# Guénange
Guénange – miejscowość i gmina we Francji, w regionie Grand Est, w departamencie Mozela.
Według danych na rok 1990 gminę zamieszkiwały 6794 osoby, a gęstość zaludnienia wynosiła 814 osób/km² (wśród 2335 gmin Lotaryngii Guénange plasuje się na 61. miejscu pod względem liczby ludności, natomiast pod względem powierzchni na miejscu 720.).